# Lebel (puška)
Pušky Lebel tvořily pěchotní výzbroj francouzské armády od konce 19. století až do okupace Francie v roce 1940. Při svém zavedení do výzbroje roku 1886 byla tato puška první vojenskou opakovačkou se zmenšenou ráží a s nábojem plněným bezdýmným prachem a plášťovou střelou (olověná střela s měděným pláštěm).

## Historie a popis
V lednu 1886 ministr války Georges Boulanger nařídil urychleně vytvořit novou zbraň pro francouzskou armádu, která by používala nový náboj s plášťovou střelou a bezdýmným prachem. Úkolem byl pověřen generál Tramond, který na splnění úkolu měl jeden rok. Základem pro novou zbraň se stala opakovací puška Mle 1884 Gras-Kropatschek. Trubicový zásobník pušky Lebel byl odvozen z pušky Mle 1878 tou dobou již zavedenou francouzským námořnictvem a kterou navrhl Alfred von Kropatschek. Náboj pro novou zbraň vytvořil Nicolas Lebel, po němž byl nejen pojmenován náboj ale i zbraň.
Francouzská opakovací puška Lebel Mle 1886 M93 používala náboje ráže 8 mm plněné bezdýmným střelným prachem. Zbraň měla trubicovitý zásobník pod hlavní o kapacitě osmi nábojů, který byl plněn po jednom náboji. Další jeden náboj mohl ležet na nabíjecí skluzavce (pokud byla ve spodní pozici) a jeden náboj mohl být ještě v komoře, celkem tak zbraň mohla pojmout až 10 nábojů. Zvláštností zbraně bylo, že nebyla vybavena žádnou pojistkou, vojáci tak nesměli nosit náboj v komoře a nabít náboj do komory mohli až na příkaz velitele. Páčka na pravé straně zbraně nad spouští sloužila k vypnutí nabíjecí skluzavky, zbraň pak sloužila jako jednoranná opakovačka. Tato puška byla nejpočetnějším modelem ve výzbroji francouzské armády během první světové války.
V roce 1893 vznikla vylepšená verze pušky s názvem Lebel Mle 1886 M93 na tento typ byly modernizovány i starší modely. Vylepšení zahrnovaly lepší uchycení hledí, úprava na hlavě závěru, která chránila střelce při případném přetržení nábojnice před žhavými plyny a jiné.
V roce 1935 byla zavedena karabina Lebel Mle 1886 M93 R35 s trubicovým zásobníkem pod hlavní o kapacitě tří nábojů ráže 8 mm.
Pušky Lebel používají originální mířidla. Muška je umístěna na široké základně a hledí je rámečkové stupňovité. Posunováním stavítka podél rámečku lze rámeček se zářezem zvyšovat. Na velké vzdálenosti se zaměřuje přes jiný zářez hledí, nacházející se na posuvném stavítku, přičemž rámeček je ve vertikální poloze. Třetí zářez je používán při střelbě na krátké vzdálenosti (do 250 m) a objeví se při sklopení rámečku hledí dopředu.